# Помрь
Помрь (устар. Помор, Пронге) — залив лагунного типа Охотского моря у северного берега острова Сахалин. Относится к территории городского округа «Охинский». На берегах залива расположены село Некрасовка и заброшенный посёлок Колендо.
Название в переводе с айнского — «белуха».
Помрь отделён от моря полуостровом Кеми длиной 18 км и соединяется с Сахалинским заливом узким проливом. Берег залива слабо изрезан, низкий, в основном песчаный. Во время отлива дно обнажается на расстоянии до 2 км от берега.
На заболоченном берегу залива произрастает разреженный лес из лиственницы с кедровым стлаником, багульником, голубикой, морошкой. На западном побережье преобладает смешанный лес из лиственницы, белой берёзы, рябины с кедровым стлаником. Почвы вокруг в основном болотные торфянистые и торфяно-глеевые почвы верховых болот.
Залив замерзает в ноябре. Продолжительность ледового периода составляет более 200 дней.
Орнитофауна угодья очень разнообразна, некоторые виды птиц занесены в Красную книгу России.
В последнее время залив Помрь мелеет, в результате местами перемерзает и сюда закрывается доступ рыбы из моря — наваги и корюшки, являющимися объектами промысла для местного населения. Акватория залива подвержена загрязнению от бытовой свалки села Некрасовка.